# Bela, a Feia
Bela, a Feia (español: Bela, la fea) es una telenovela brasileña producida y exhibida por la Rede Record. Se estrenó en 4 de agosto del 2009, en reemplazo a Promessas de Amor. Basada en Yo soy Betty, la Fea, de Fernando Gaitán, adaptada por Gisele Joras con la supervisión de Luiz Carlos Maciel. Se estrenó a las 20h30 y, después de muchos cambios de horario, fue exhibida a las 22h15, pero el 18 de mayo de 2010, con el debut de la novela "Ribeirão do Tempo" , la novela comenzó a aparecer a las 22:35.
Tienen Giselle Itié y Bruno Ferrari los papeles principales y Simone Spoladore, Thierry Figueira, Iran Malfitano, Bárbara Borges, Sérgio Hondjakoff, Luiza Tomé y Carla Regina como coprotagonistas de la trama.

## Elenco
| Actor                | Personaje                                                              |
| -------------------- | ---------------------------------------------------------------------- |
| Giselle Itié         | Anabela Palhares (Bela/Valentina Carvalho)                             |
| Bruno Ferrari        | Rodrigo Ávila                                                          |
| Simone Spoladore     | Verônica Matoso (Nombre falso: Carmela)                                |
| Iran Malfitano       | Adriano Gomes Ávila                                                    |
| Bárbara Borges       | Elvira Palhares (Vivi)                                                 |
| Sérgio Hondjakoff    | Maximiliano Palhares (Max)                                             |
| Carla Regina         | Cíntia Alcântara (Nombre falso: Mercedes)                              |
| Thierry Figueira     | Alfredo Aguiar (Dinho; Nombres falsos: Carlos Dantas; Charles; Juárez) |
| Jonas Bloch          | Ricardo Ávila                                                          |
| Luíza Tomé           | Samantha Freitas                                                       |
| Esther Góes          | Bárbara Gomes Ávila                                                    |
| Denise Del Vecchio   | Vanda Alcântara                                                        |
| Sílvia Pfeifer       | Vera Ávila                                                             |
| Ângela Leal          | Olga Santos                                                            |
| Raul Gazolla         | Armando Freitas                                                        |
| Bemvindo Sequeira    | Clemente Palhares                                                      |
| Henrique Pagnoncelli | Ariosto Alcântara (Octávio)                                            |
| André Mattos         | Ataulfo Aguiar (Nombres falsos: Tadeu Dantas; Harry; Eulália)          |
| Aracy Cardoso        | Regina Brito                                                           |
| Cláudio Gabriel      | Nelson Barbosa                                                         |
| João Camargo         | Haroldo Palhares                                                       |
| Bia Montez           | Hortência Peixoto                                                      |
| Roberta Gualda       | Luzia Caldas                                                           |
| Laila Zaid           | Magdalena Fonseca                                                      |
| Daniel Erthal        | Diego Souza                                                            |
| Ildi Silva           | Dinorá Melo                                                            |
| Daniel Aguiar        | Augusto Gomes Ávila (Guto)                                             |
| Gabriela Moreyra     | Natália Brito                                                          |
| Sérgio Menezes       | Diogo Marques                                                          |
| Marcela Barrozo      | Ludmila Freitas                                                        |
| Pérola Faria         | Juliana Barros                                                         |
| Rafael Primot        | Ícaro                                                                  |
| Suzana Abranches     | Léa                                                                    |
| Sabrina Rosa         | Carminha                                                               |
| Camila Guebur        | Sheyla                                                                 |
| Débora Gómez         | Camila Pinho                                                           |
| Oberdan Júnior       | Jacinto                                                                |
| Maria Cristina Gatti | Berenice                                                               |

Y los niños
| Actor           | Personaje           |
| --------------- | ------------------- |
| Bruna Órphão    | Aninha              |
| Kaic Chagas     | Victor Hugo Fonseca |
| Vinícius Moreno | Lucas               |

## Historia

### Sinopsis
Anabela Palhares es modesta, tiene 26 años, vive en la Gamboa, no tiene muchos amigos, solamente a Luzia y Hortência, con quien compartirá sus sentimientos. Mas todo puede cambiar cuando Bela conoce a Rodrigo, su jefe, ella acaba enamorándose de él, que al continuar la trama tiene una cierta relación con ella. Mas su jefe solo tiene ojos para Cintia, accionista de la empresa, una mujer vanidosa y arrogante, que sueña con casarse con Rodrigo, Cíntia maltrata a Olga, la empleada de Rodrigo, que lo considera como su hijo, ya que Vera, la madre verdadera de Rodrigo está en una cárcel privada, y se reencuentran después de casi treinta años. Al pasar el tiempo, Rodrigo se fija cada vez más en Bela, e se enamora de Bela, Rodrigo tiene muchas dudas sobre en quién se debe fijar: en Cintia o en Bela.

## Producción
Además de ser un remake de Yo soy Betty, la fea, la novela también tiene elementos basados en otras adaptaciones de la trama colombiana, como La fea más bella y Ugly Betty.

## Bastidores
La actriz Carla Regina fue la alpinista para la novela Poder Paralelo, donde protagonizó a Lalia. Este papel acabó fijándose en Luciana Braga, pues, poco antes de comenzar a grabar, Carla acabó reubicada para Bela, a Feia. Sérgio Mallandro aparecerá como el mismo en un programa trash de los años 90, onde se presentará la dupla infantil formada por Bela y Dinho, cuando eran pequeños. Rodrigo Faro aparecerá como el mismo presentando el programa O Melhor do Brasil, en una materia donde buscan o paradero de Bela, vinte anos atrás el suceso de la dupla infantil que formaba con Dinho. Neguinho da Beija-Flor será el primero de varios músicos que serán invitados a tocar en bar de Clemente, personaje de Bemvindo Sequeira.

## Audiencia
En su debut, "Bela, a Feia" promedio registrado de 10 puntos, con un máximo de 13, en Río de Janeiro los números fueron 14 puntos, con un máximo de 19.
Después de cambiar el horario de las 22.00, la novela creció en audiencia y se encendió anotar un promedio de 14 puntos y 16 picos. En el día del miércoles, enfrentando el fútbol en la TV Globo, la marca telenovela 17 picos y liderazgo.
El 7 de abril de 2010, con el regreso de la Bella a la "Mais Brasil", la novela logró su mejor promedio desde el debut. Durante el horario de exposiciones, de 22h12 a 23h05, "Bela,a Feia" llevó de punta a punta con un promedio récord de 25 puntos contra 14 de la estación de la competencia, que en Río de Janeiro. En São Paulo, la trama también ganó un récord de audiencia desde el estreno, con un promedio de 18 puntos y 19 máximo de acciones del 26%, lo que garantiza la absoluta segundo clasificado audiência.
El 1 de junio de 2010, el Registro anotó 17,3 puntos en São Paulo en IBOPE mientras se visualiza el penúltimo capítulo de la novela (entre las 22h31 y 23h18) contra 15,4 Globo parece que parte del planeta y Casseta y parte de Task Force. En Río de Janeiro, la diferencia fue mayor - 24 puntos contra 19. Por primera vez, la novela ha logrado liderazgo, aislado en el Gran São Paulo.
En su último capítulo que se emitió el 2 de junio de 2010, "Bela, a Feia" obtuvo 18 puntos de promedio, con picos de 20 en Sao Paulo, lo que garantiza la dirección del diputado y conseguir el liderazgo en un momento. En el Río de Janeiro novela tuvo un promedio de 25 puntos con 30 puntos, asegurando el liderazgo de Record.

## Banda sonora
- Capa: Logotipo da Novela

1. "Bela, a Feia" - Ultraje a Rigor
2. "Garota Radical" - Cine
3. "Se For Embora" - Chimarruts
4. "Dulce Melodia / Mi Sol" - Jesse & Joy
5. "Lição de Amor" - Royce do Cavaco
6. "Quem Foi Que Disse" - Eduardo Costa
7. "Congênito" - Karla Sabah e Luiz Melodia
8. "Mamãe Passou Açúcar em Mim" - Lupa Mabuze
9. "In Your Heart I'm Home" - Alex Band e Yasmin
10. "Livro Antigo" - André Rass
11. "Sou Maluca" - Dolls
12. "Jazz Mediterraneé" - Luiz Mazziotti
13. "Pisou na Bola" - Tutti Baê
14. "Me Chama" - Ângela Ro Ro
15. "Nave do Amor" - Banda Djavú
16. "Condição" - Brisa
17. "Nada Faz Sentido Sem Você" - Thomas
18. "Heroína e Vilã" - Antônio Villeroy
19. "Não Pode Parar" - Magoo
20. "Bad Romance" - Lady GaGa
21. "Menina Chapa-quente" - Perlla